# رقم سجين أمني
رقم السجين الأمني أو الرقم الأمني للسجين هو رقم تعريفي تعطيه قوات الجيش الأمريكي لمعتقليها في الحرب على الإرهاب.

## وصلات خارجية
- وثيقة بأسماء المعتقلين في غوانتانمو و الأرقام التابعة لهم نسخة محفوظة 30 سبتمبر 2007 على موقع واي باك مشين.
- وثيقة ثانية محدثة